# هاري كنودسن
هاري كنودسن (بالدنماركية: Harry Knudsen)‏ هو مجدف دنماركي، ولد في 4 مارس 1919 في Køge ‏ في الدنمارك، وتوفي بنفس المكان في 1 سبتمبر 1998.

## وصلات خارجية
- هاري كنودسن على موقع الاتحاد الدولي للتجديف (الإنجليزية)
- هاري كنودسن على موقع اللجنة الأولمبية الدولية (الإنجليزية)
- هاري كنودسن على موقع أوليمبيديا (الإنجليزية)